# Пенюх
Пенюх — река в России, протекает в Пестяковском районе Ивановской области. Устье реки находится в 89 км по левому берегу реки Лух. Длина реки составляет 15 км, площадь водосборного бассейна — 116 км². 
Исток реки в урочище Климово западнее деревни Крупниково в 9 км юго-западнее посёлка Пестяки. Река течёт на юго-запад, всё течение проходит по заболоченному лесу. Впадает в Лух ниже села Талицы.

## Данные водного реестра
По данным государственного водного реестра России относится к Окскому бассейновому округу, водохозяйственный участок реки — Клязьма от города Ковров и до устья, без реки Уводь, речной подбассейн реки — бассейны притоков Оки от Мокши до впадения в Волгу. Речной бассейн реки — Ока.
По данным геоинформационной системы водохозяйственного районирования территории РФ, подготовленной Федеральным агентством водных ресурсов:
- Код водного объекта в государственном водном реестре — 09010301112110000033853
- Код по гидрологической изученности (ГИ) — 110003385
- Код бассейна — 09.01.03.011
- Номер тома по ГИ — 10
- Выпуск по ГИ — 0